# Izithunzi silvicola
Espèce
Synonymes
- Drymusa silvicola Purcell, 1904

Izithunzi silvicola est une espèce d'araignées aranéomorphes de la famille des Drymusidae.

## Distribution
Cette espèce est endémique d'Afrique du Sud. Elle se rencontre au Cap-Occidental vers Knysna et au Cap-Oriental vers Tsitsikamma.

## Description
Le mâle décrit par Labarque, Pérez-González et Griswold en 2018 mesure 5,93 mm et la femelle 8,8 mm.

## Systématique et taxinomie
Cette espèce a été décrite sous le protonyme Drymusa silvicola par Purcell en 1904. Elle est placée dans le genre Izithunzi par Labarque, Pérez-González et Griswold en 2018.

## Publication originale
- Purcell, 1904 : Descriptions of new genera and species of South African spiders. Transactions of the South African Philosophical Society, vol. 15, p. 115-173 (texte intégral).